# Raja'i Ayed
Raja'i Ayed Fadel Hassan (Amman, 23 luglio 1993) è un calciatore giordano, centrocampista dell'Al-Hussein e della Nazionale giordana.

## Carriera
Gioca nel campionato giordano con l'Al-Wehdat; dal 2014 fa parte della nazionale di calcio giordana, con cui ha partecipato inoltre alla Coppa d'Asia 2015.